# Andrzej Draguła
Andrzej Draguła (ur. 5 stycznia 1966 w Lubsku) – polski duchowny rzymskokatolicki diecezji zielonogórsko-gorzowskiej, dr hab. teologii, prof. Uniwersytetu Szczecińskiego i publicysta 

## Kariera
Kieruje Katedrą Teologii Praktycznej na Wydziale Teologicznym Uniwersytetu Szczecińskiego. Jest członkiem Rady Naukowej Laboratorium Więzi. Publikował m.in. w „Więzi, „Rzeczpospolitej”, „W drodze” i „Tygodniku Powszechnym”.
W 2018 Andrzej Draguła został laureatem Nagrody Dziennikarskiej „Ślad” im. Biskupa Jana Chrapka.

## Wybrane publikacje
- Eucharystia zmediatyzowna. Teologiczno-pastoralna interpretacja transmisji Mszy Świętej w radiu i telewizji
- Ocalić Boga. Szkice z teologii sekularyzacji
- Copyright na Jezusa. Język, znak, rytuał między wiarą a niewiarą
- Bluźnierstwo. Między grzechem a przestępstwem